# Napad na pristanišče Berdjansk
Napad na pristanišče Berdjansk je bil napad ukrajinskih oboroženih sil na ladje ruske mornarice v pristanišču Berdjansk, 24. marca 2022 med rusko invazijo na Ukrajino.Pristajalna ladja Saratov iz razreda Aligator je bila uničena, ena od dveh pristajalnih ladij razreda Ropuča pa je bila poškodovana, vendar sta lahko obe zapustili pristanišče. V tistem trenutku je bila to najtežja pomorska izguba, ki jo je Rusija utrpela med invazijo, in eden najpomembnejših uspehov Ukrajine.

## Okupacija Berdjanska
26. februarja 2022 so ruske čete med južno ukrajinsko ofenzivo zavzele pristanišče Berdjansk in letališče Berdjansk. Do naslednjega dne je ruska vojska prevzela popoln nadzor nad mestom.
Od 14. marca so Rusi pristanišče uporabljali kot logistično središče za podporo njihovi ofenzivi v južni Ukrajini in zlasti pri obleganju Mariupola. Ruski medij Zvezda je 21. marca poročal o prihodu amfibijskih ladij v Berdjansk. Častnik ruske mornarice je to opisal kot »Prelomni dogodek, ki bo črnomorski mornarici odprl logistične možnosti.«

## Napad
Napad se je zgodil 24. marca ob 7.45. Požar na krovu Saratova je povzročil veliko eksplozijo, saj je ta verjetno tovoril strelivo. Eksplozija je poškodovala tudi dve bližnji pristajalni ladiji Cezar Kunikov in Novočerkask. Obe ladji sta med gašenjem lastnih požarov izpluli iz pristanišča in se pozneje vrnili na Krim. Poškodovane so bile tudi velike cisterne za nafto na pomolu in bližnja trgovska ladja, ki je bila tam privezana že pred invazijo, obe pa sta goreli še naslednji dan.
Ukrajinski uradniki so trdili, da je bil napad izveden s taktično balistično raketo OTR-21 Točka.

## Posledice
Satelitski posnetki so pozneje potrdili potop Saratova v pristanišču, nad površjem je bila vidna njegova nadgradnja.Po nepotrjenih poročilih naj bi bilo na krovu Cezar Kunikov ubitih osem članov posadke, še trije pa na Novočerkasku. O izgubah na Saratovu niso poročali. 
Britanske obveščevalne službe so ocenile, da bi potopitev Saratova škodilo morali ruske mornarice med njenim delovanjem blizu ukrajinske obale. Po podatkih ministrstva za obrambo Združenih držav do 31. marca niso opazili nobenih nadaljnjih poskusov oskrbe z amfibijskimi ladjami.